# Portão Spassky

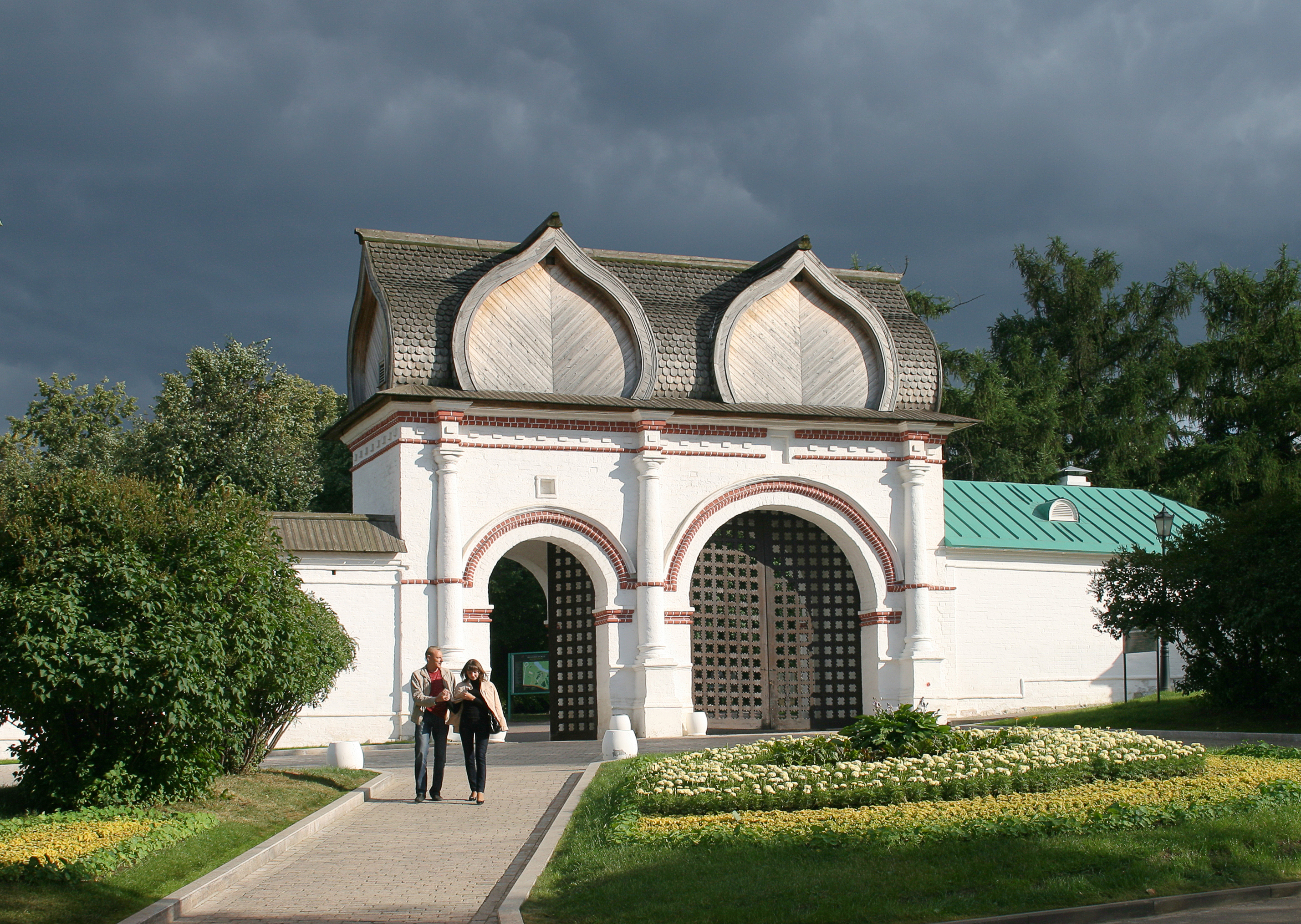
Fachada oeste do Portão Spassky, na Reserva do Museu Kolomenskoye em Moscou.

O Portão Spassky (em russo:  Спасские ворота, transl. Spasskiye vorota), também conhecido como A Traseira (em russo:  Задние, transl. Задние), é um monumento arquitetônico do século XVII no território da Reserva-Museu Kolomenskoye. O portão situa-se no limite poente do pátio do Soberano e desde finais do século XVIII serviu de entrada principal ao pátio económico da residência real.
O Portão Spassky foi restaurado recentemente como parte de um programa mais abrangente.

## História

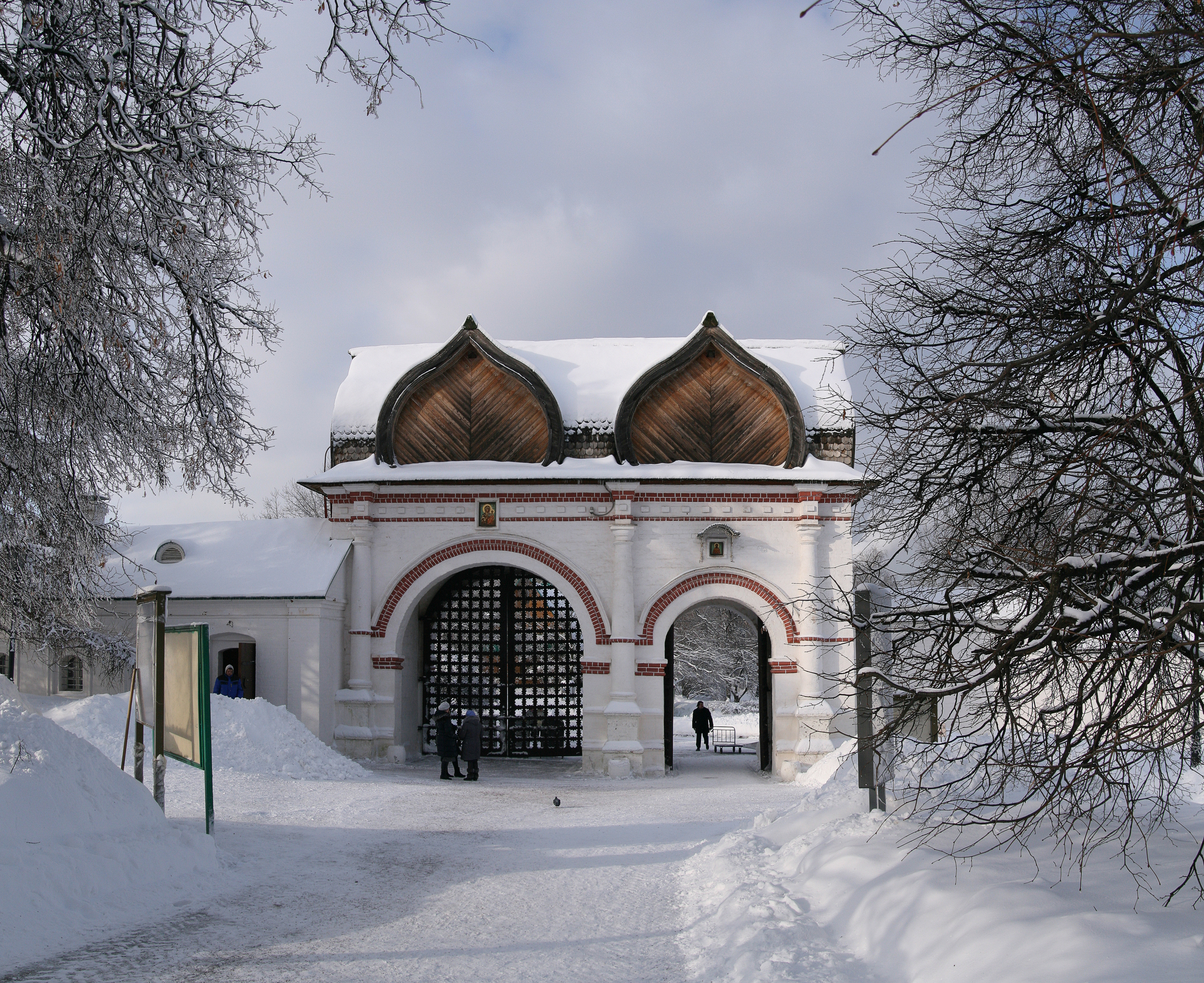
Fachada leste sob a neve.

A data exata da construção do portão é desconhecida. Talvez tenha surgido durante a reconstrução da quinta na década de 70 do século XVII (presumivelmente em 1671-1672). O portão deve seu nome ao ícone do Salvador "Não Feito por Mãos" (em grego:  acheiropoieta), que anteriormente estava localizado em uma caixa de ícones acima dos arcos de passagem. O Portão Ocidental Spassky está localizado em frente ao Portão Frontal Oriental, construído em 1673. Este último serviu inicialmente como portão principal da residência real de verão, cuja entrada era feita pelo rio Moscou. Ao lado do Portão Spassky, no lado sul, ficavam duas instalações das guaritas Streletsky, construídas na década de 1680 e usadas para guardar a propriedade real.
No século XVIII, o portão foi reparado várias vezes - em 1735, 1742 e posteriormente. No final do século XVIII, o Portão Spassky tornou-se a entrada principal da propriedade. Provavelmente por esta razão, no século XIX, os monogramas de Pedro I e das águias de duas cabeças foram montados nos kokoshniks em forma de quilha no final do portão.
Em 1814, durante a construção do palácio do imperador Alexandre I, as guaritas Streletsky foram desmanteladas.
Em 1838, E. D. Tyurin desenvolveu um projeto de restauração do portão, destinado a evitar a destruição gradual do topo de madeira da estrutura. O projecto exigiu diversas remodelações, a mais significativa das quais foi em 1868. O resultado dessas medidas foi a substituição da dilapidada cobertura de madeira por uma cobertura de quatro águas. A atual conclusão do “barril cruzado” surgiu durante as obras de restauro de 1977-1978, realizadas com base nos resultados de estudos de documentos históricos, incluindo o inventário de 1740.
Em 2001-2003, foi realizada uma restauração em grande escala do Portão Spassky e, em 2007, as guaritas de Streletsky foram restauradas.

## Arquitetura

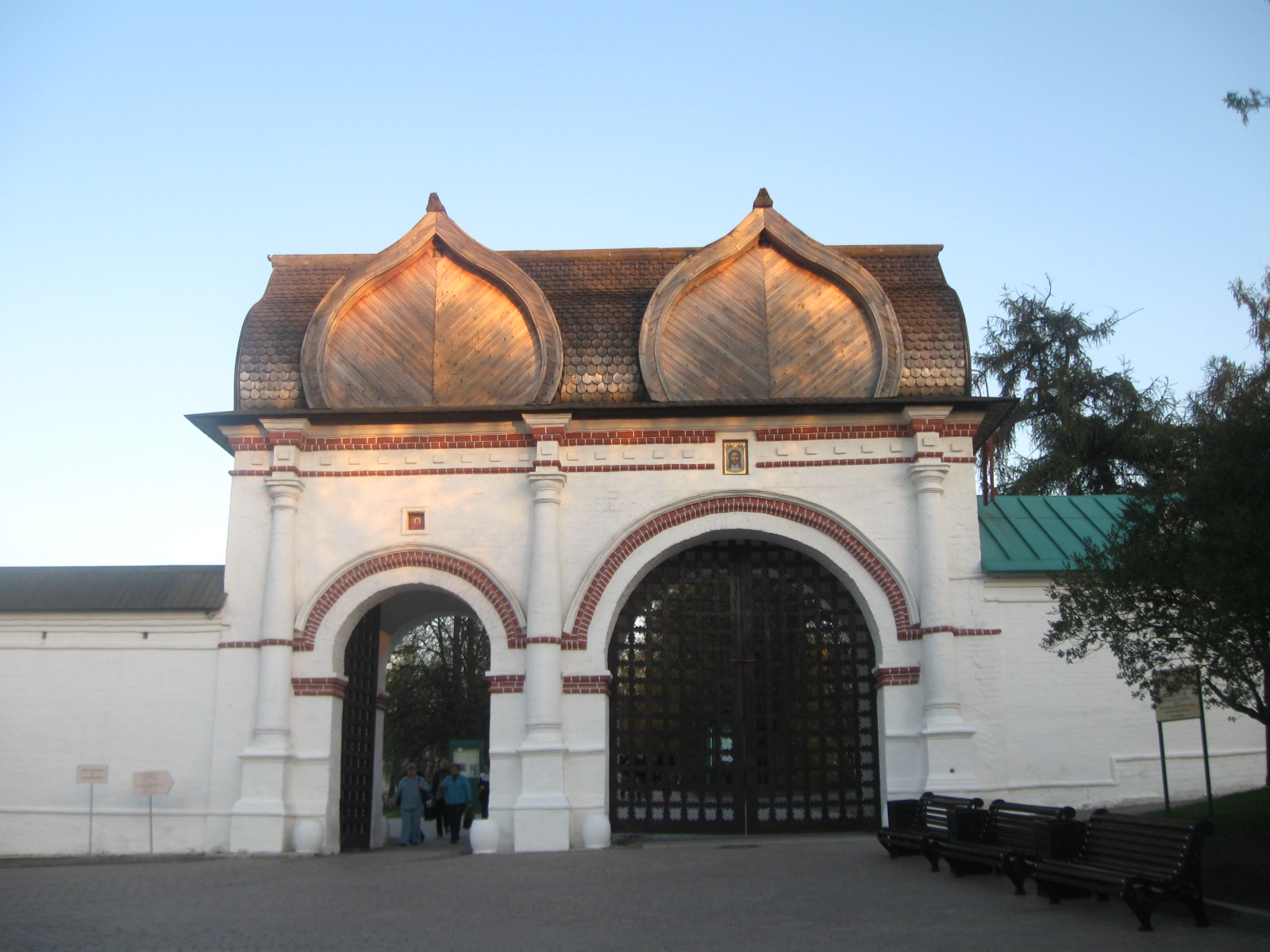
Portão Spassky traseiro com as guaritas Streletsky do século XVII.

O menor Portão Spassky inicialmente não era menos representativo do que o Portão Frontal frontal. Feito em tijolo, o portão tem dois vãos: o mais largo destinava-se à passagem de comboios e carruagens, e o “postigo” mais estreito era utilizado pelos peões.
As fachadas dos portões são decoradas de forma semelhante à ordem toscana. Os vãos em arco são ladeados por colunas de três quartos e enquadrados por arquivoltas perfiladas, o que confere ao volume do portão uma riqueza plástica. A plasticidade das fachadas é complementada por um friso feito de biscoitos e caixas de ícones colocados acima das aberturas dos portões. O Portão Spassky possui uma rara cobertura de portão em forma de “barril cruzado”. A cumeeira do telhado foi decorada com uma cumeeira de metal fendida.